# Olympische Sommerspiele 2016/Schwimmen – 400 m Freistil (Frauen)
Der Wettbewerb über 400 Meter Freistil der Frauen bei den Olympischen Spielen 2016 in Rio de Janeiro wurde am 7. August 2016 im Estádio Aquático Olímpico ausgetragen. 32 Athletinnen aus 25 Ländern nahmen daran teil.
Es fanden vier Vorläufe statt. Die acht schnellsten Starterinnen qualifizierten sich für das Finale, welches am selben Tag (MESZ am nächsten Tag) ausgetragen wurde.
Abkürzungen:

WR = Weltrekord, OR = olympischer Rekord, NR = nationaler Rekord

ER = Europarekord, NAR = Nordamerikarekord, SAR = Südamerikarekord, ASR = Asienrekord, AFR = Afrikarekord, OZR = Ozeanienrekord

## Vorlauf

### Vorlauf 1
7. August 2016
| Platz | Name                   | Nation      | Zeit        | Anmerkung |
| ----- | ---------------------- | ----------- | ----------- | --------- |
| 1     | Chihiro Igarashi       | Japan       | 4:07,52 min |           |
| 2     | Joanna Evans           | Bahamas     | 4:07,60 min | NR        |
| 3     | Katarina Simonović     | Serbien     | 4:15,57 min |           |
| 4     | Kristel Köbrich        | Chile       | 4:16,07 min |           |
| 5     | Valerie Gruest Slowing | Guatemala   | 4:19,58 min |           |
| 6     | Lani Cabrera           | Barbados    | 4:28,95 min |           |
| 7     | Gabriella Doueihy      | Libanon     | 4:31,21 min |           |
| 8     | Rebeca Quinteros Ortiz | El Salvador | 4:52,11 min |           |

### Vorlauf 2
7. August 2016
| Platz | Name                | Nation      | Zeit        | Anmerkung |
| ----- | ------------------- | ----------- | ----------- | --------- |
| 1     | Yuhan Zhang         | China       | 4:06,30 min |           |
| 2     | Sarah Köhler        | Deutschland | 4:06,55 min |           |
| 3     | Lotte Friis         | Dänemark    | 4:07,30 min |           |
| 4     | Andreina Pinto      | Venezuela   | 4:08,34 min |           |
| 5     | Arina Opjonyschewa  | Russland    | 4:11,83 min |           |
| 6     | Ajna Késely         | Ungarn      | 4:12,40 min |           |
| 7     | Emily Overholt      | Kanada      | 4:16,24 min |           |
| 8     | Nguyễn Thị Ánh Viên | Vietnam     | 4:16,32 min |           |

### Vorlauf 3
7. August 2016
| Platz | Name                   | Nation             | Zeit        | Anmerkung |
| ----- | ---------------------- | ------------------ | ----------- | --------- |
| 1     | Jazmin Carlin          | Großbritannien     | 4:02,83 min |           |
| 2     | Leah Smith             | Vereinigte Staaten | 4:03,39 min |           |
| 3     | Brittany MacLean       | Kanada             | 4:03,43 min | NR        |
| 4     | Jessica Ashwood        | Australien         | 4:03,58 min |           |
| 5     | Mireia Belmonte García | Spanien            | 4:08,12 min |           |
| 6     | Melania Costa          | Spanien            | 4:08,96 min |           |
| 7     | Alice Mizzau           | Italien            | 4:14,20 min |           |
| 8     | Yue Cao                | China              | 4:19,57 min |           |

### Vorlauf 4
7. August 2016
| Platz | Name                  | Nation             | Zeit        | Anmerkung |
| ----- | --------------------- | ------------------ | ----------- | --------- |
| 1     | Katie Ledecky         | Vereinigte Staaten | 3:58,71 min | OR        |
| 2     | Coralie Balmy         | Frankreich         | 4:03,40 min |           |
| 3     | Boglárka Kapás        | Ungarn             | 4:04,11 min |           |
| 4     | Tamsin Cook           | Australien         | 4:04,36 min |           |
| 5     | Lauren Boyle          | Neuseeland         | 4:07,90 min |           |
| 6     | Anja Klinar           | Slowenien          | 4:09,07 min |           |
| 7     | Sharon van Rouwendaal | Niederlande        | 4:11,44 min |           |
| 8     | Diletta Carli         | Italien            | 4:17,15 min |           |

## Finale
8. August 2016, 03:01 MESZ
| Platz | Name             | Nation             | Zeit        | Anmerkung |
| ----- | ---------------- | ------------------ | ----------- | --------- |
| 1     | Katie Ledecky    | Vereinigte Staaten | 3:56,46 min | WR        |
| 2     | Jazmin Carlin    | Großbritannien     | 4:01,23 min |           |
| 3     | Leah Smith       | Vereinigte Staaten | 4:01,92 min |           |
| 4     | Boglárka Kapás   | Ungarn             | 4:02,37 min | NR        |
| 5     | Brittany MacLean | Kanada             | 4:04,69 min |           |
| 6     | Tamsin Cook      | Australien         | 4:05,30 min |           |
| 7     | Jessica Ashwood  | Australien         | 4:05,68 min |           |
| 8     | Coralie Balmy    | Frankreich         | 4:06,98 min |           |